# 萱津の戦い
萱津の戦い（かやづのたたかい）は、天文21年8月16日（1552年9月4日）に尾張国萱津で行われた戦いである。萱津合戦、海津の戦いとも呼ばれる。

## 戦いの経緯
尾張下四郡を支配する守護代、清洲織田家（織田大和守家）の重臣で、清洲三奉行の一人織田信秀（織田信長の父）はその勢力を伸ばし、主家の清洲織田家とも対立と和睦を繰り返すほどになっていた。しかし、信秀が死去（時期には諸説あり）して、子の信長が家督を継ぐと、信秀に従っていた鳴海城主山口教継・教吉父子が駿河の今川義元に寝返り、天文21年4月17日（1552年5月10日）には信長と教吉の間で赤塚の戦いが勃発した。
このころ清洲織田家の当主は織田信友だったが、その実権は又代の坂井大膳に握られていた。大膳は同輩の坂井甚介・河尻与一・織田三位と謀り、天文21年8月15日（1552年9月3日）、信長方の松葉城とその並びにある深田城を襲撃すると、松葉城主織田伊賀守と深田城主織田信次（信秀の弟で信長の叔父）を人質とした。
この報せを聞いた信長は、8月16日早朝に那古野城を出陣すると、稲庭地（稲葉地）の庄内川畔で、守山城から駆けつけて来た織田信光（信長の叔父で信次の兄）と合流。兵を（海津口と）他に松葉口・三本木口・清洲口に分け、自らは信光と一手になって庄内川を越し、海津（萱津）へと移動した。辰の刻（午前8時ごろ）に戦端が切られ、数刻交戦の末に坂井甚介が討ち死にした。その首は、中条家忠と柴田勝家が二人がかりで取ったという。その他、清洲方の50騎が討ち死にした。
松葉口では惣構えの中へ清洲方を追い入れ、真島の大門崎で辰の刻から午の刻（おおよそ午前8時から正午ごろ）まで交戦が行われて、数刻の矢戦に清洲方は負傷者多数でほぼ無人となって本城に退却した。深田口では三本木の町に要害がなかったため即座に追い崩し、清洲方の侍は30余人が討ち死にした。これにより、深田・松葉両城に信長方が押し寄せると、清洲方は降参して城を明け渡し、清洲へ一手になって退却した。信長は余勢を駆って清洲の田畑を薙ぎ払い、以後両者の敵対関係が続くことになった。清州方と信長方の事実上の決着は2年後の安食の戦いまで持ち越されることになる。
なお、この戦いが前田利家の初陣だという。